# 569 Misa
569 Misa је астероид главног астероидног појаса. Приближан пречник астероида је 72,95 km,
а средња удаљеност астероида од Сунца износи 2,658 астрономских јединица (АЈ).
Инклинација (нагиб) орбите у односу на раван еклиптике је 1,292 степени, а орбитални период износи 1582,837 дана (4,333 године). Ексцентрицитет орбите астероида износи 0,179.
Апсолутна магнитуда астероида износи 10,12 а геометријски албедо 0,029.
Астероид је откривен 27. јула 1905. године.